# Zero Insertion Force

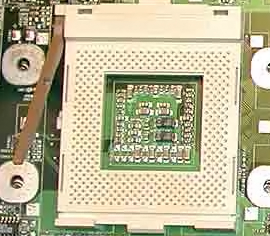
CPU-sockel med hävarm.

Zero Insertion Force (förkortas ofta till ZIF), är en typ av sockel för integrerade kretsar där kraften för att låsa fast processorn är ett tryck från en hävarm istället för ett "lås" som måste övervinnas med fysisk kraft. Detta används ofta för moderna mikroprocessorer där mängden och storleken på kontakterna ger en för stor risk för skada på kontakterna om fysiskt tvång används.